# Liste de symboles logiques
En logique, un ensemble de symboles est couramment utilisé pour exprimer la représentation logique. Le tableau suivant répertorie de nombreux symboles ainsi que leur nom, les façons possibles de le lire et le domaine connexe des mathématiques. En outre, la troisième colonne contient une définition informelle, la quatrième colonne donne un court exemple, la cinquième donne leur code Unicode et la sixième et la septième la référence numérique ou  textuelle utilisé dans les documents HTML (voir entité HTML). La dernière colonne fournit le symbole LaTeX.

## Symboles logiques de base
| Symbole | Nom                                                                      | Explication | Exemples | Unicode (hexadécimal)                           | HTML (décimal)                        | HTML (texte)          | LaTeX |
| Symbole | Lecture                                                                  | Explication | Exemples | Unicode (hexadécimal)                           | HTML (décimal)                        | HTML (texte)          | LaTeX |
| Symbole | Catégorie                                                                | Explication | Exemples | Unicode (hexadécimal)                           | HTML (décimal)                        | HTML (texte)          | LaTeX |
| ------- | ------------------------------------------------------------------------ | --- | --- | ----------------------------------------------- | ------------------------------------- | --------------------- | --- |
| ⇒ → ⊃   | Implication                                                              | A ⇒ B est vrai seulement dans le cas où, soit A est faux, soit B est vrai. → signifie la même chose que ⇒ (ce symbole peut aussi indiquer le domaine et le co-domaine d'une fonction ; voir la table de symboles mathématiques). ⊃ signifie la même chose que ⇒ (ce symbole peut aussi se référer a l'inclusion). | Soit x un nombre Réel : x = 2 ⇒ x2 = 4 est vrai, mais x2 = 4 ⇒ x = 2 est généralement faux (car x peut aussi être −2). | U+21D2 U+2192 U+2283                            | &#8658; &#8594; &#8835;               | &rArr; &rarr; &sup;   | {\displaystyle \Rightarrow } \Rightarrow {\displaystyle \to } \to {\displaystyle \supset } \supset {\displaystyle \implies } \implies                       |
| ⇒ → ⊃   | implique si ... donc ... si ... alors ... est une condition suffisante à | A ⇒ B est vrai seulement dans le cas où, soit A est faux, soit B est vrai. → signifie la même chose que ⇒ (ce symbole peut aussi indiquer le domaine et le co-domaine d'une fonction ; voir la table de symboles mathématiques). ⊃ signifie la même chose que ⇒ (ce symbole peut aussi se référer a l'inclusion). | Soit x un nombre Réel : x = 2 ⇒ x2 = 4 est vrai, mais x2 = 4 ⇒ x = 2 est généralement faux (car x peut aussi être −2). | U+21D2 U+2192 U+2283                            | &#8658; &#8594; &#8835;               | &rArr; &rarr; &sup;   | {\displaystyle \Rightarrow } \Rightarrow {\displaystyle \to } \to {\displaystyle \supset } \supset {\displaystyle \implies } \implies                       |
| ⇒ → ⊃   | Logique propositionnelle, algèbre d'Heyting                              | A ⇒ B est vrai seulement dans le cas où, soit A est faux, soit B est vrai. → signifie la même chose que ⇒ (ce symbole peut aussi indiquer le domaine et le co-domaine d'une fonction ; voir la table de symboles mathématiques). ⊃ signifie la même chose que ⇒ (ce symbole peut aussi se référer a l'inclusion). | Soit x un nombre Réel : x = 2 ⇒ x2 = 4 est vrai, mais x2 = 4 ⇒ x = 2 est généralement faux (car x peut aussi être −2). | U+21D2 U+2192 U+2283                            | &#8658; &#8594; &#8835;               | &rArr; &rarr; &sup;   | {\displaystyle \Rightarrow } \Rightarrow {\displaystyle \to } \to {\displaystyle \supset } \supset {\displaystyle \implies } \implies                       |
| ⇔ ≡ ↔   | Équivalence logique                                                      | A ⇔ B est vrai si A et B sont faux, ou si A et B sont vrais. | x + 5 = y + 2 ⇔ x + 3 = y                                                                                              | U+21D4 U+2261 U+2194                            | &#8660; &#8801; &#8596;               | &hArr; &equiv; &harr; | {\displaystyle \Leftrightarrow } \Leftrightarrow {\displaystyle \equiv } \equiv {\displaystyle \leftrightarrow } \leftrightarrow {\displaystyle \iff } \iff |
| ⇔ ≡ ↔   | si et seulement si équivaut à veut dire la même chose que                | A ⇔ B est vrai si A et B sont faux, ou si A et B sont vrais. | x + 5 = y + 2 ⇔ x + 3 = y                                                                                              | U+21D4 U+2261 U+2194                            | &#8660; &#8801; &#8596;               | &hArr; &equiv; &harr; | {\displaystyle \Leftrightarrow } \Leftrightarrow {\displaystyle \equiv } \equiv {\displaystyle \leftrightarrow } \leftrightarrow {\displaystyle \iff } \iff |
| ⇔ ≡ ↔   | Logique propositionnelle                                                 | A ⇔ B est vrai si A et B sont faux, ou si A et B sont vrais. | x + 5 = y + 2 ⇔ x + 3 = y                                                                                              | U+21D4 U+2261 U+2194                            | &#8660; &#8801; &#8596;               | &hArr; &equiv; &harr; | {\displaystyle \Leftrightarrow } \Leftrightarrow {\displaystyle \equiv } \equiv {\displaystyle \leftrightarrow } \leftrightarrow {\displaystyle \iff } \iff |
| ¬ ˜ !   | Négation                                                                 | La déclaration ¬A est vraie si et seulement si A est faux. | ¬(¬A) ⇔ A x ≠ y ⇔ ¬(x = y)                                                                                             | U+00AC U+02DC U+0021                            | &#172; &#732; &#33;                   | &not; &tilde; &excl;  | {\displaystyle \neg } \lnot ou \neg {\displaystyle \sim } \sim                                                                                              |
| ¬ ˜ !   | Ne pas Non Il est faux de dire que ...                                   | La déclaration ¬A est vraie si et seulement si A est faux. | ¬(¬A) ⇔ A x ≠ y ⇔ ¬(x = y)                                                                                             | U+00AC U+02DC U+0021                            | &#172; &#732; &#33;                   | &not; &tilde; &excl;  | {\displaystyle \neg } \lnot ou \neg {\displaystyle \sim } \sim                                                                                              |
| ¬ ˜ !   | Logique propositionnelle                                                 | La déclaration ¬A est vraie si et seulement si A est faux. | ¬(¬A) ⇔ A x ≠ y ⇔ ¬(x = y)                                                                                             | U+00AC U+02DC U+0021                            | &#172; &#732; &#33;                   | &not; &tilde; &excl;  | {\displaystyle \neg } \lnot ou \neg {\displaystyle \sim } \sim                                                                                              |
| ∧ · &   | Conjonction                                                              | La déclaration A ∧ B est vraie si A et B sont tous les deux vrais ; sinon, elle est fausse. | n < 4 ∧ n >2 ⇔ n = 3 quand n est un nombre entier naturel.                                                             | U+2227 U+00B7 U+0026                            | &#8743; &#183; &#38;                  | &and; &middot; &amp;  | {\displaystyle \wedge } \wedge ou \land {\displaystyle \&} \&                                                                                               |
| ∧ · &   | et                                                                       | La déclaration A ∧ B est vraie si A et B sont tous les deux vrais ; sinon, elle est fausse. | n < 4 ∧ n >2 ⇔ n = 3 quand n est un nombre entier naturel.                                                             | U+2227 U+00B7 U+0026                            | &#8743; &#183; &#38;                  | &and; &middot; &amp;  | {\displaystyle \wedge } \wedge ou \land {\displaystyle \&} \&                                                                                               |
| ∧ · &   | Logique propositionnelle, algèbre de Boole                               | La déclaration A ∧ B est vraie si A et B sont tous les deux vrais ; sinon, elle est fausse. | n < 4 ∧ n >2 ⇔ n = 3 quand n est un nombre entier naturel.                                                             | U+2227 U+00B7 U+0026                            | &#8743; &#183; &#38;                  | &and; &middot; &amp;  | {\displaystyle \wedge } \wedge ou \land {\displaystyle \&} \&                                                                                               |
| ∨ + ∥   | Disjonction inclusive                                                    | La déclaration A ∨ B est vraie si A ou B, ou les deux, sont vrais ; si les deux sont faux, la déclaration est fausse. | n ≥ 4 ∨ n ≤ 2 ⇔ n ≠ 3 quand n est un nombre entier naturel.                                                            | U+2228 U+002B U+2225                            | &#8744; &#43; &#8741;                 | &or;                  | {\displaystyle \lor } \lor ou \vee |
| ∨ + ∥   | ou                                                                       | La déclaration A ∨ B est vraie si A ou B, ou les deux, sont vrais ; si les deux sont faux, la déclaration est fausse. | n ≥ 4 ∨ n ≤ 2 ⇔ n ≠ 3 quand n est un nombre entier naturel.                                                            | U+2228 U+002B U+2225                            | &#8744; &#43; &#8741;                 | &or;                  | {\displaystyle \lor } \lor ou \vee |
| ∨ + ∥   | Logique propositionnelle, algèbre de Boole                               | La déclaration A ∨ B est vraie si A ou B, ou les deux, sont vrais ; si les deux sont faux, la déclaration est fausse. | n ≥ 4 ∨ n ≤ 2 ⇔ n ≠ 3 quand n est un nombre entier naturel.                                                            | U+2228 U+002B U+2225                            | &#8744; &#43; &#8741;                 | &or;                  | {\displaystyle \lor } \lor ou \vee |
| ⊕ ⊻     | Disjonction exclusive                                                    | La déclaration A ⊕ B est vraie quand soit A ou B, seulement l'un ou l'autre, est vrai. A ∨ B ne signifie pas la même chose, car il inclut le cas où les deux sont vrais. | (¬A) ⊕ A est toujours vrai, A ⊕ A est toujours faux.                                                                   | U+2295 U+22BB                                   | &#8853; &#8891;                       | &oplus;               | {\displaystyle \oplus } \oplus {\displaystyle \veebar } \veebar                                                                                             |
| ⊕ ⊻     | xor                                                                      | La déclaration A ⊕ B est vraie quand soit A ou B, seulement l'un ou l'autre, est vrai. A ∨ B ne signifie pas la même chose, car il inclut le cas où les deux sont vrais. | (¬A) ⊕ A est toujours vrai, A ⊕ A est toujours faux.                                                                   | U+2295 U+22BB                                   | &#8853; &#8891;                       | &oplus;               | {\displaystyle \oplus } \oplus {\displaystyle \veebar } \veebar                                                                                             |
| ⊕ ⊻     | Logique propositionnelle, algèbre de Boole                               | La déclaration A ⊕ B est vraie quand soit A ou B, seulement l'un ou l'autre, est vrai. A ∨ B ne signifie pas la même chose, car il inclut le cas où les deux sont vrais. | (¬A) ⊕ A est toujours vrai, A ⊕ A est toujours faux.                                                                   | U+2295 U+22BB                                   | &#8853; &#8891;                       | &oplus;               | {\displaystyle \oplus } \oplus {\displaystyle \veebar } \veebar                                                                                             |
| ⊤ T 1   | Tautologie                                                               | La déclaration ⊤ est inconditionnellement vraie. | A ⇒ ⊤ est toujours vrai.                                                                                               | U+22A4                                          | &#8868;                               |                       | {\displaystyle \top } \top |
| ⊤ T 1   | Haut Vrai                                                                | La déclaration ⊤ est inconditionnellement vraie. | A ⇒ ⊤ est toujours vrai.                                                                                               | U+22A4                                          | &#8868;                               |                       | {\displaystyle \top } \top |
| ⊤ T 1   | Logique propositionnelle, algèbre de Boole                               | La déclaration ⊤ est inconditionnellement vraie. | A ⇒ ⊤ est toujours vrai.                                                                                               | U+22A4                                          | &#8868;                               |                       | {\displaystyle \top } \top |
| ⊥ F 0   | Contradiction                                                            | La déclaration ⊥ est inconditionnellement fausse. (Le symbole ⊥ peut aussi se référer à des lignes perpendiculaires.) | ⊥ ⇒ A est toujours vrai.                                                                                               | U+22A5                                          | &#8869;                               | &perp;                | {\displaystyle \bot } \bot |
| ⊥ F 0   | Bas Faux                                                                 | La déclaration ⊥ est inconditionnellement fausse. (Le symbole ⊥ peut aussi se référer à des lignes perpendiculaires.) | ⊥ ⇒ A est toujours vrai.                                                                                               | U+22A5                                          | &#8869;                               | &perp;                | {\displaystyle \bot } \bot |
| ⊥ F 0   | Logique propositionnelle, algèbre de Boole                               | La déclaration ⊥ est inconditionnellement fausse. (Le symbole ⊥ peut aussi se référer à des lignes perpendiculaires.) | ⊥ ⇒ A est toujours vrai.                                                                                               | U+22A5                                          | &#8869;                               | &perp;                | {\displaystyle \bot } \bot |
| ∀ ()    | Quantificateur universel                                                 | ∀ x: P(x) ou (x) P(x) signifie que P(x) est vrai pour tous x. | ∀ n ∈ ℕ: n2 ≥ n. | U+2200                                          | &#8704;                               | &forall;              | {\displaystyle \forall } \forall |
| ∀ ()    | Pour tout(e) Pour chaque Quel(le) que soit                               | ∀ x: P(x) ou (x) P(x) signifie que P(x) est vrai pour tous x. | ∀ n ∈ ℕ: n2 ≥ n. | U+2200                                          | &#8704;                               | &forall;              | {\displaystyle \forall } \forall |
| ∀ ()    | calcul des prédicats                                                     | ∀ x: P(x) ou (x) P(x) signifie que P(x) est vrai pour tous x. | ∀ n ∈ ℕ: n2 ≥ n. | U+2200                                          | &#8704;                               | &forall;              | {\displaystyle \forall } \forall |
| ∃       | Quantificateur existentiel                                               | ∃ x: P(x) signifie qu'il y a au moins un x tel que P(x) est vrai. | ∃ n ∈ ℕ: n est positif.                                                                                                | U+2203                                          | &#8707;                               | &exist;               | {\displaystyle \exists } \exists |
| ∃       | Il existe                                                                | ∃ x: P(x) signifie qu'il y a au moins un x tel que P(x) est vrai. | ∃ n ∈ ℕ: n est positif.                                                                                                | U+2203                                          | &#8707;                               | &exist;               | {\displaystyle \exists } \exists |
| ∃       | calcul des prédicats                                                     | ∃ x: P(x) signifie qu'il y a au moins un x tel que P(x) est vrai. | ∃ n ∈ ℕ: n est positif.                                                                                                | U+2203                                          | &#8707;                               | &exist;               | {\displaystyle \exists } \exists |
| ∃!      | Quantificateur existentiel unique                                        | ∃! x: P(x) signifie qu'il y a exactement un x tel que P(x) est vrai. | ∃! n ∈ ℕ: n + 5 = 2n.                                                                                                  | U+2203 U+0021                                   | &#8707; &#33;                         |                       | {\displaystyle \exists !} \exists ! |
| ∃!      | Il existe exactement un Il existe un seul et unique                      | ∃! x: P(x) signifie qu'il y a exactement un x tel que P(x) est vrai. | ∃! n ∈ ℕ: n + 5 = 2n.                                                                                                  | U+2203 U+0021                                   | &#8707; &#33;                         |                       | {\displaystyle \exists !} \exists ! |
| ∃!      | calcul des prédicats                                                     | ∃! x: P(x) signifie qu'il y a exactement un x tel que P(x) est vrai. | ∃! n ∈ ℕ: n + 5 = 2n.                                                                                                  | U+2203 U+0021                                   | &#8707; &#33;                         |                       | {\displaystyle \exists !} \exists ! |
| ≔ ≡ :⇔  | Définition                                                               | x ≔ y ou x ≡ y signifie que x est défini comme un autre nom de y mais notez que ≡ peut aussi dire autre chose, comme la congruence. P :⇔ Q signifie que P est défini comme logiquement équivalent à Q. | cosh x ≔ (exp x + exp(−x))/2 A XOR B :⇔ (A ∨ B) ∧ ¬(A ∧ B)                                                             | U+2254 (U+003A ; U+003D) U+2261 U+003A ; U+229C | &#8788; (&#58; &#61;) &#8801; &#8860; | &equiv; &hArr;        | {\displaystyle :=} := {\displaystyle \equiv } \equiv {\displaystyle :\Leftrightarrow } :\Leftrightarrow                                                     |
| ≔ ≡ :⇔  | est défini comme                                                         | x ≔ y ou x ≡ y signifie que x est défini comme un autre nom de y mais notez que ≡ peut aussi dire autre chose, comme la congruence. P :⇔ Q signifie que P est défini comme logiquement équivalent à Q. | cosh x ≔ (exp x + exp(−x))/2 A XOR B :⇔ (A ∨ B) ∧ ¬(A ∧ B)                                                             | U+2254 (U+003A ; U+003D) U+2261 U+003A ; U+229C | &#8788; (&#58; &#61;) &#8801; &#8860; | &equiv; &hArr;        | {\displaystyle :=} := {\displaystyle \equiv } \equiv {\displaystyle :\Leftrightarrow } :\Leftrightarrow                                                     |
| ≔ ≡ :⇔  | Partout                                                                  | x ≔ y ou x ≡ y signifie que x est défini comme un autre nom de y mais notez que ≡ peut aussi dire autre chose, comme la congruence. P :⇔ Q signifie que P est défini comme logiquement équivalent à Q. | cosh x ≔ (exp x + exp(−x))/2 A XOR B :⇔ (A ∨ B) ∧ ¬(A ∧ B)                                                             | U+2254 (U+003A ; U+003D) U+2261 U+003A ; U+229C | &#8788; (&#58; &#61;) &#8801; &#8860; | &equiv; &hArr;        | {\displaystyle :=} := {\displaystyle \equiv } \equiv {\displaystyle :\Leftrightarrow } :\Leftrightarrow                                                     |
| ( )     | Ordre des opérations                                                     | Les opérations à l'intérieur des parenthèses sont effectuées en priorité. | (8 ÷ 4) ÷ 2 = 2 ÷ 2 = 1, mais 8 ÷ (4 ÷ 2) = 8 ÷ 2 = 4.                                                                 | U+0028 U+0029                                   | &#40; &#41;                           |                       | {\displaystyle (~)} ( ) |
| ( )     | parenthèses, crochets                                                    | Les opérations à l'intérieur des parenthèses sont effectuées en priorité. | (8 ÷ 4) ÷ 2 = 2 ÷ 2 = 1, mais 8 ÷ (4 ÷ 2) = 8 ÷ 2 = 4.                                                                 | U+0028 U+0029                                   | &#40; &#41;                           |                       | {\displaystyle (~)} ( ) |
| ( )     | Partout                                                                  | Les opérations à l'intérieur des parenthèses sont effectuées en priorité. | (8 ÷ 4) ÷ 2 = 2 ÷ 2 = 1, mais 8 ÷ (4 ÷ 2) = 8 ÷ 2 = 4.                                                                 | U+0028 U+0029                                   | &#40; &#41;                           |                       | {\displaystyle (~)} ( ) |
| ⊢       | Déduction                                                                | x ⊢ y signifie que y est prouvable de x (dans un système formel défini). | A → B ⊢ ¬B → ¬A | U+22A2                                          | &#8866;                               |                       | {\displaystyle \vdash } \vdash |
| ⊢       | prouvable (taquet)                                                       | x ⊢ y signifie que y est prouvable de x (dans un système formel défini). | A → B ⊢ ¬B → ¬A | U+22A2                                          | &#8866;                               |                       | {\displaystyle \vdash } \vdash |
| ⊢       | Logique propositionnelle, calcul des prédicats                           | x ⊢ y signifie que y est prouvable de x (dans un système formel défini). | A → B ⊢ ¬B → ¬A | U+22A2                                          | &#8866;                               |                       | {\displaystyle \vdash } \vdash |
| ⊨       | Modélisation                                                             | x ⊨ y signifie que x implique sémantiquement y. | A → B ⊨ ¬B → ¬A | U+22A8                                          | &#8872;                               |                       | {\displaystyle \vDash } \vDash |
| ⊨       | Inclus                                                                   | x ⊨ y signifie que x implique sémantiquement y. | A → B ⊨ ¬B → ¬A | U+22A8                                          | &#8872;                               |                       | {\displaystyle \vDash } \vDash |
| ⊨       | Logique propositionnelle, calcul des prédicats                           | x ⊨ y signifie que x implique sémantiquement y. | A → B ⊨ ¬B → ¬A | U+22A8                                          | &#8872;                               |                       | {\displaystyle \vDash } \vDash |

## Symboles logiques avancés et rarement utilisés
- Coins de Quine